# Новая Бухтарма
Новая Бухтарма (каз. Жаңа Бұқтырма) — посёлок в районе Алтай Восточно-Казахстанской области Казахстана. Административный центр Ново-Бухтарминской поселковой администрации. Находится примерно в 56 км к западу от районного центра, города Алтай. Код КАТО — 634835100.

## Физико-географическая характеристика
Расположен на правом берегу Бухтарминского водохранилища вблизи горной цепи Южного Алтая в 101 км от Усть-Каменогорска.
Климат резко континентальный. Летом воздух прогревается в среднем до 23°C, а температура воды в середине июля может достигать 28—30°С.

## История
Прежнее название посёлка — Усть-Бухтарма. Был казачьей станицей, основанной в результате занятия территории бывшей Джунгарии войсками Российской Империи. Ныне находится на дне Бухтарминского водохранилища. «Промышленная» история пос. Новая Бухтарма, построенного в незатопленной части долины, началась в середине XX века, когда в конце 50-х гг. вблизи посёлка обнаружились месторождения высококачественной глины и известняка. Уже в 1961 г. там начали возводить цементный завод. Уже через 10 лет «усть-каменогорский цемент» знала вся страна. Продукцию местного завода использовали при строительстве олимпийских объектов в Москве, Балаковской АЭС, при прокладке линий метро в Киеве, Харькове, а также строительстве высокогорного катка «Медео».
Быстрое развитие предприятия способствовало процветанию всего посёлка: появились больница, библиотека, школа, детские сады, население обеспечивалось светом и теплом. Появилась местная достопримечательность — фонтан в центре Новой Бухтармы. Более того, посёлок стал известен в кругах специалистов как уникальный благодаря запуску в нём в 1975 году троллейбусного движения, которым не могли похвастаться не только областной центр Усть-Каменогорск, но и многие другие крупные города Союза.
С распадом СССР объём строительства упал, но потребность в цементе не упала, завод не останавливался и продолжал работать. Так как внутренняя валюта, из-за политики государства, сильно обесценилась, ориентировочно 1/500, то зарплату рабочим выдавали в натуральном виде (купоны, которые потом обменивались на товары). Все сферы деятельности поселка продолжали развиваться. Отопление и горячая вода, тюльпаны на клумбах, фонтаны, разве могли городские жители представить такое, в поселке с 10 т. населения, все это было реальностью в плоть до конца 90-х годов[стиль].
В состав Ново-Бухтарминского поселкового округа также входят база отдыха «Голубой Залив» и сёла Берёзовка и Александровка.

## Население
В 1999 году население посёлка составляло 6270 человек (2928 мужчин и 3342 женщины). По данным переписи 2009 года, в посёлке проживал 5591 человек (2593 мужчины и 2998 женщин).

## Религия
Действуют мечеть, церковь.